# Francis Crozier
Francis Rawdon Moira Crozier (født 16. august 1796, død ca. 1848) var en irsk søofficer i Royal Navy og polarfarer.
Crozier deltog i William Edward Parrys ekspeditioner med "Hekla" 1824-25 til Prince Regent Inlet og 1827 til nordkysten af Spitsbergen, hvorfra med både, der kunne anvendes som slæder, trængtes frem til 82 3/4° nordlig bredde. Senere var han med James Clark Ross i 1836 som næstkommanderende, med skibet Cove i Davisstrædet og 1839 -41 som chef for "Terror" på Ross' sydpolsekspedition til Victoria Land.
Endelig var han 1845 chef for samme skib på den tragiske Franklinekspedition, på hvilken han efter John Franklins død i 1847 overtog ledelsen. I den sidste beretning, der er fundet om denne ekspedition, skrev Crozier, efter at skibene er forladt 25. april 1848, at han agtede at bryde op med ekspeditionen den påfølgende dag til Back River.